# Marina (metropolitana di Barcellona)
Marina è una stazione della linea 1 della metropolitana di Barcellona e della linea T4 del Trambesòs situata tra i distretti dell'Eixample e di Sant Martí di Barcellona.
La stazione della metropolitana fu inaugurata nel 1933 con il nome di Marina, faceva parte dell'allora Ferrocarril Metropolitano Trasversal, è situata sotto quello che era la massicciata dell'antica Estació del Nord. Nel 1982 con la riorganizzazione delle linee la stazione entrò a far parte della "nuova" L1.
Nel 2004 è entrata in servizio la stazione di superficie del Trambesòs che si trova lungo la Avenida Meridiana.